# Lázeň (zámek)
Lázeň je malý empírový zámek, který dal postavit Jan Rudolf Černín z Chudenic na konci 18. století v katastru obce Chudenice. Zámek je chráněn jako kulturní památka.

## Historie
Zámek stojí na svahu vrchu Žďár, poblíž léčivého pramene. Jde o jednoduchou empírovou jednopatrovou stavbu lázeňského typu. Kromě lázeňského zařízení zde bylo i několik hostinských pokojů. Objekt náležel Černínům, na jejichž chudenickém panství se objekt nacházel a byl pronajímán. Ale již na počátku 19. století si hrabě Černín v objektu vyhradil některé pokoje pro svoji potřebu. V této době byla již lázeňská budova označována jako zámek. Za uměnímilovným hrabětem sem jezdily osobnosti kulturního a vědeckého života, mezi nimiž nechyběl František Palacký, František Ladislav Čelakovský nebo Josef Dobrovský.
Ve 20. letech 19. století byl objekt rozšířen o podkrovní místnosti a další prostory a byla v něm zřízena i domácí kaple. Pro lázeňské účely byla postavena nová budova a hostinec. Stavební úpravy zámku skončily v podstatě až na počátku 30. let 19. století. Další nákladnější úpravy byly uskutečněny ještě v letech 1858–1861. Zámek patřil až do roku 1945 Černínům. 
Po druhé světové válce sloužil jako rekreační středisko zaměstnanců Plzeňských pivovarů. V majetku společnosti Plzeňský Prazdroj zůstal postupně chátrající zámek až do prosince 2009, kdy byl koupen zpět potomkem původních majitelů. K zámku patří také známé arboretum Americká zahrada a rozhledna Bolfánek na vrcholu kopce Žďár.